# Huachiew-Chalermprakiet-Universität
Die Huachiew-Chalermprakiet-Universität (thailändisch มหาวิทยาลัยหัวเฉียวเฉลิมพระเกียรติ; kurz: HCU) ist eine private Universität in Amphoe Bang Phli, Provinz Samut Prakan, einem südlichen Vorort der thailändischen Hauptstadt Bangkok.

## Geschichte
Vorläufer der Huachiew-Chalermprakiet-Universität war die Huachiew-Schule für Geburtshilfe. Sie wurde 1941 von der sino-thailändischen Poh-Teck Tung-Stiftung gegründet und bot Kurse für Krankenpflege und Geburtshilfe an. Im Jahre 1981 erhielt die Schule den Status einer privaten Hochschule mit einer Fakultät. Ausgebaut zur Universität wurde das Huachiew College dann 1992, seitdem trägt sie den Namen Huachiew-Chalermprakiet-Universität. Die Universität besitzt inzwischen neun Fakultäten und eine Graduiertenschule.

## Kooperationen
- Chinese Culture University
- Association of Southeast Asian Institutions of Higher Learning